# Monika Krüger
Monika Krüger (* 16. November 1947 in Berlin) ist eine deutsche Veterinärmedizinerin.
Von 1966 bis 1971 studierte Krüger Veterinärmedizin an der Humboldt-Universität Berlin. Nach ihrem Abschluss (Staatsexamen und Diplom) absolvierte sie am Staatlichen Veterinärmedizinischen Prüfungsinstitut der DDR in Berlin ihre Pflichtassistenz und erhielt 1972 ihre Approbation.
Anschließend forschte Krüger als Wissenschaftliche Mitarbeiterin am Institut für angewandte Tierhygiene in Eberswalde, ab 1974 in Vietnam. 1976 kehrte sie nach Deutschland zurück und wurde 1977 am Institut für Mikrobiologie und Tierseuchenlehre der HU Berlin Wissenschaftliche Assistentin, später Oberassistentin.
1993 folgte sie dem Ruf auf eine Professur an der Universität Leipzig, wo sie bis zu ihrer Emeritierung das Institut für Bakteriologie und Mykologie leitete. Krüger erforschte die Wirkung von Glyphosat auf Säugetiere und Geflügel und sprach sich für ein Verbot des Herbizids aus.

## Veröffentlichungen (Auswahl)
- Monika Krüger, S. Schwieger, W. Schrödl: Die Magen-Darm-Flora (MDF) des Schweins – ein Überblick. In: Tierärztl. Umschau 63. 2008, S. 208–211.
- Monika Krüger, Wieland Schrödl, Maxie Krüger, Sandra Schwarz, Heidrun Mengel, Arwid Daugschies, Alexander Swidsinski, Hans-Christian Mundt, Bernhardt Westphal: Nekrotische Enteritis bei Saugferkeln durch Interaktion von Isospora suis und Clostridium perfringens. In: Prakt. Tierarzt. Band 91, 2010, S. 774–784.
- Muralikrishna Gudipati, Sandra Schwarz, Gabriele Dobleit, Herbert Fuhrmann, Monika Krüger: Fermentation of feruloyl and non-feruloyl xylo-oligosaccharides by mixed fecal cultures of human and cow – A comparative study in vitro. In: Eur Food Res Technol. Band 232, 2011, S. 601–611.
- A. C. Rodloff, M. Krüger: Chronic Clostridium botulinum infections in farmers. In: Anaerobe. Band 18, 2012, S. 226–228.
- Holger Jentsch, Diana März, Monika Krüger: The effects of stress hormones on growth of selected periodontitis related bacteria. In: Anaerobe. Band 24, 2013, S. 49–54.
- Wieland Schrödl, Brigitta Kleessen, Lothar Jaekel, Awad Ali Shehata, Monika Krüger: Influence of the gut microbiota on blood acute phase Proteins. In: Scand. J. Immunol. Band 79, 2014, S. 299–304.
- Wagis Ackermann, Manfred Coenen, Wieland Schrödl, Awad Ali Shehata, Monika Krüger: The influence of glyphosate on the microbiota and production of botulinum neurotoxin during ruminal Fermentation. In: Current Microbiology. Band 70, 2015, S. 374–382, doi:10.1007/s00284-014-0732-3.[3]

## Notizen
1. ↑  Monika Krüger, Awad Ali Shehata, Wieland Schrödl, A. A. Aldin, H. M. Hafez: The effect of glyphosate on potential pathogens and beneficial members of poultry microbiota in vitro. In: Current Microbiology. (Springer Verlag) 66(4), Apr 2013, S. 350–358. doi:10.1007/s00284-012-0277-2.
2. ↑  Umstrittenes Pflanzengift: „Glyphosat muss vom Markt genommen werden“. In: Westfälische Nachrichten. Ausgabe Kreis Steinfurt, 8. Mai 2015.
3. ↑  In Deutsch: Der Einfluss von Glyphosat auf die Mikrobenflora und auf die Herstellung von Botulinum bei der Verdauung im Pansen.

| Personendaten    | Personendaten                 |
| ---------------- | ----------------------------- |
| NAME             | Krüger, Monika                |
| KURZBESCHREIBUNG | deutsche Veterinärmedizinerin |
| GEBURTSDATUM     | 16. November 1947             |
| GEBURTSORT       | Berlin                        |